# Isidora Rosenthal-Kamarinea
Isidora Rosenthal-Kamarinea, griechisch Ισιδώρα Ρόζενταλ-Καμαρινέα (* 12. April 1918 in Piräus/Griechenland; † 4. März 2003 in Bochum) war eine griechisch-deutsche Neogräzistin und Übersetzerin.

## Leben
Sie studierte zunächst Klassische Philologie, Byzantinistik, Neogräzistik, Geschichte und Philosophie an der Universität Athen. 1941 bis 1943 war sie Direktorin der Höheren Schule für Mädchen in Piräus. 1942 erhielt sie vom Deutschen Wissenschaftlichen Institut in Athen ein Stipendium zum Studium der Germanistik. Ab dem Wintersemester 1943/44 studierte sie an der Universität Marburg, wo sie im März 1945 mit einer Dissertation zum Thema Die religiöse Dichtung Neugriechenlands promoviert wurde. Anschließend wurde sie Lektorin für Neugriechisch an der Universität Marburg und dort im Dezember 1963 zur Honorarprofessorin für Neuere Griechische Literatur ernannt. 1966 wurde sie Professorin und Wissenschaftliche Rätin für Neu-Griechische Sprache und Literatur an der Ruhr-Universität Bochum. 1984 erfolgte ihre Emeritierung. Danach war sie als Honorarprofessorin erneut an der Universität Marburg tätig.
Der Jurist Panajotis P. Kamarineas (* 1930) ist ihr Bruder.

## Arbeitsgebiete
Rosenthal-Kamarinea hat sich, auch als Übersetzerin, für die Vermittlung insbesondere der zeitgenössischen griechischen Erzählliteratur, aber auch der Lyrik eingesetzt. Zahlreiche wissenschaftliche Arbeiten sind in den von ihr selbst herausgegebenen neogräzistischen Fachzeitschriften Hellenika 1966ff. und Folia Neohellenica 1975ff. erschienen. Sie hat auch eigene schriftstellerische Arbeiten veröffentlicht.

## Ehrungen
- 1979: Verdienstkreuz am Bande der Bundesrepublik Deutschland

## Veröffentlichungen
Bücher
- Die religiöse Dichtung Neugriechenlands. Maschinenschriftliche Dissertation Marburg 1945
- mit Panajotis Kamarineas: Griechenland. Glock und Lutz, Nürnberg 1965

Artikel
- Neugriechische Literatur. In: Klaus-Detlev Grothusen (Hrsg.): Südosteuropa-Handbuch. Band III. Griechenland. Verlag Vandenhoeck & Ruprecht, Göttingen 1980, ISBN 3-525-36202-1

Herausgeberschaften
- Neugriechische Erzähler. Anthologie. 1958, Neuauflage unter dem Titel: Anthologie neugriechischer Erzähler. Berlin: Akademie Verlag 1961
- Griechenland erzählt. 19 Erzählungen. Frankfurt a. M.: Fischer 1965
- Die Sünde meiner Mutter. Erzählungen aus Griechenland. Anthologie. München: dtv 1985
- Der Engel mit den Jasminblüten. Erzählungen aus Griechenland. Anthologie. 1986 (2. Aufl.)
- Die neugriechische Literatur von der Eroberung Konstantinopels durch die Osmanen (1453) bis heute. Hrsg. von der Vereinigung der Deutsch-Griechischen Gesellschaften e. V. Red.: Isidora Rosenthal-Kamarinea. Bonn 2001.

Übersetzungen
- Nikos Athanassiadis: Das Mädchen und der Delphin. Roman. München: Desch 1967 [übers. mit Helmut Schareika]
- E. Benezes: Die Boten der Versöhnung. Erzählungen aus Griechenland. Heidelberg: Rothe 1958
- P. Charis: Die letzte Nacht der Erde. 1980
- Panagiotis Kanellopoulos: Athen. München: Knorr & Hirth 1964
- Nikos Kazantzakis: Rechenschaft vor El Greco. 2 Bde. 1964, 1967
- Nikos Kasantzakis: Im Zauber der griechischen Landschaft. München: Herbig 1966, 1967; Frankfurt a. M.: Ullstein 1996; München: Herbig 2001
- Nikos Kazantzakes: Alexis Sorbas. Roman. Berlin: Volk und Welt 1988; Frankfurt a. M.: Ullstein 1993, 1994, 1995, 1996
- S. Melas: Der König und der Hund. Komödie. 1958
- K. Panagiotes: Hellas und Christentum. Olten: Walter 1961
- K. Panagiotes: Mistra: Das byzantinische Pompeji. München: Knorr und Hirth 1962
- I. M. Panajotopulos: Die Siebenschläfer. Gütersloh: Mohn 1962
- K. Papa: Unter dem Maulbeerbaum. Eine Erzählung. Olten: Walter 1959
- P. Prevelakis: Die Sonne des Todes: Roman. München: Desch 1962; [München:] Welt im Buch 1963
- P. Prevelakis: Das Haupt der Medusa. Ein Lehrjahr in meinem Jahrhundert. Roman. München: Desch 1964
- J. Ritsos: Mit dem Maßstab der Freiheit. 1971
- G. Sepheres: Delphi. München: Knorr und Hirth 1962
- A. Tersakis: Theophano. 1960
- N. Vrettakos: Jenseits der Furcht. 1973

Hörspiel für den Rundfunk
- Kinderraub in Mani. Hörspiel. 1955